# La valle della Luna
La valle della Luna è un romanzo di Jack London scritto nel 1913.

## Trama
È la storia di due giovani proletari appartenenti al vecchio ceppo anglosassone, Saxon e Billy, delle loro vicissitudini nella loro città natale, Oakland, dalla quale partono per iniziare un lungo viaggio (fisico e spirituale insieme) attraverso le contrade della California alla ricerca della terra dei sogni (la Valle della Luna) in cui poter mettere radici ed iniziare liberamente una nuova vita.
In questo romanzo London espone ancora una volta le sue teorie e inclinazioni politiche di stampo socialista; tra le righe si può leggere la sua ferma condanna verso le ingiustizie subite dalle classi povere-lavoratrici, l'alienazione da lavoro cui esse erano soggette nei primi anni del XX secolo) e le sue inclinazioni xenofobe e razziste.

Più volte nel romanzo lo scrittore dipinge in maniera tutt'altro che benigna gli immigrati stranieri (siano essi italiani, asiatici o slavi) e opera l'esaltazione della nobile stirpe anglossassone protestante (lo stesso nome di "Saxon", appartenente alla co-protagonista del romanzo, è teso a ribadire questo aspetto) spesso denominata "il vecchio ceppo americano".

## Edizioni
- Jack London, The Valley of the Moon, The Mamillan Company, 1913,  p. 528.
- Jack London, La valle della Luna, 1928.